# Bryant Park

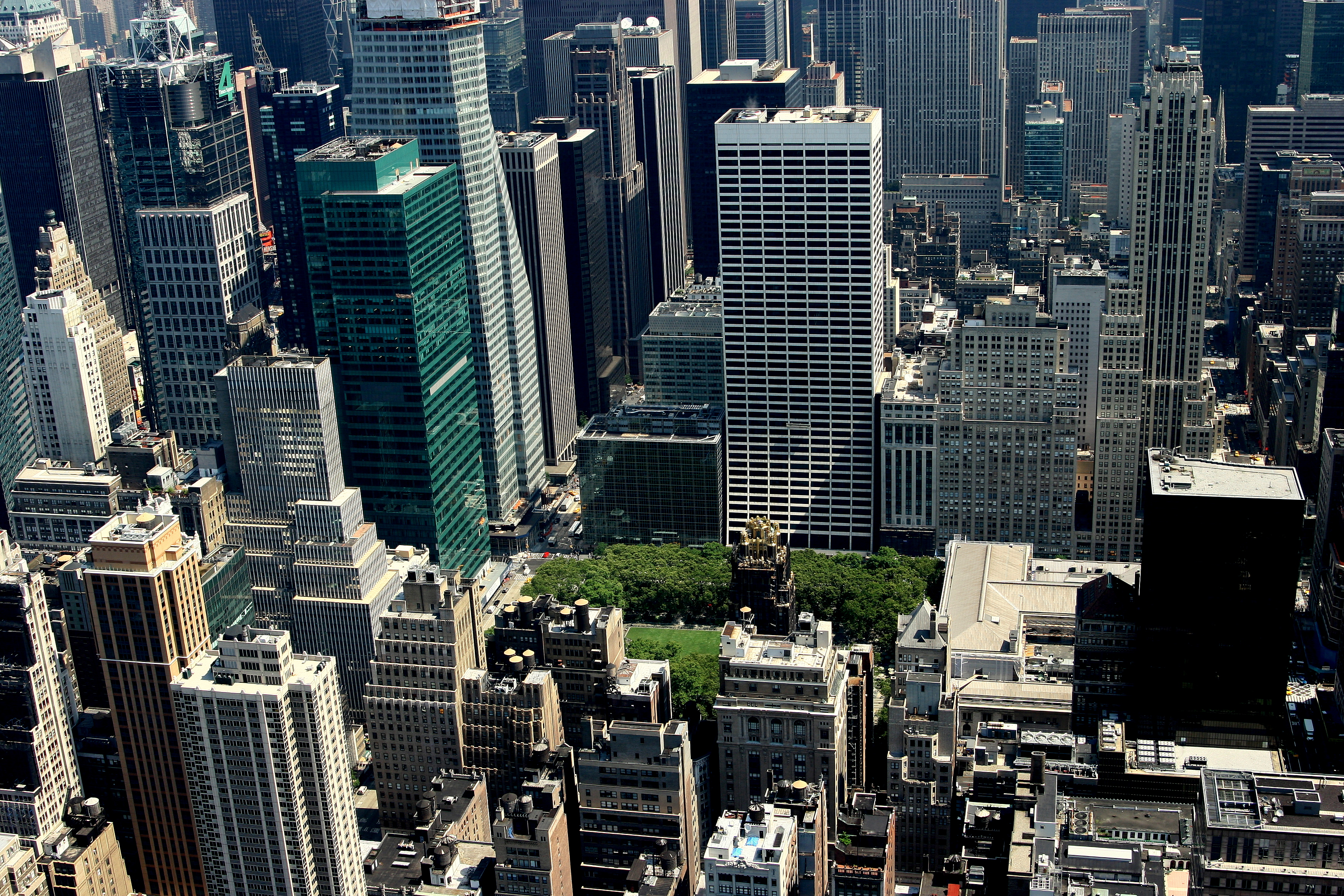
El Bryant Park

El Bryant Park té una superfície de 3,9 hectàrees i es troba al cor de Midtown (Manhattan), el més important barri de negocis de la ciutat de New York, als Estats Units. Es tracta d'un jardí a la francesa envoltat de gratacels. Dins del parc hi ha la New York Public Library.

## Descripció
El Bryant Park és de forma rectangular. Ocupa l'espai situat entre els carrers 42 i 43, i entre la Cinquena i la Sisena Avinguda. És envoltat d'alts immobles, entre els quals l'American radiator building i la nova Bank of America Tower.
Ha estat sobrenomenat el petit luxembourg degut a les seves cadires, taules i del seu carrousel.

## Història
Un parc va obrir el 1843 sota el nom de Reservoir Park, en referència a la reserva de Cròton que es trobava allà. El 1853, per a la primera exposició universal americana, s'hi va erigir un Crystal Palace inspirat en el de Londres, que va ser destruït per un incendi cinc anys més tard. El 1878, una línia de metro aeri es va construir sobre el parc, i hi va continuar sent seixanta anys. El parc va prendre el seu nom el 1884 en homenatge al poeta i periodista William Cullen Bryant. Als anys 1899, la reserva Cròton va ser enderrocada i va ser reemplaçada per la New York Public Library. El 1912 es va construir la Josephine Shaw Lowell Memorial Fountain, concebuda per Charles Adams Platt. Era el primer memorial públic de la ciutat de New York consagrat a una dona. Als anys 1930, el jardí va ser redissenyat sota la direcció de Robert Moses.
Era un cau de camells, quan la ciutat el 1989 va decidir renovar-lo. El nou Bryant Park va ser reobert el 1992, i va conèixer un èxit instantani. El parc va esdevenir un lloc de distensió i de descans per als novaiorquesos.
El 2002 el Bryant Park ha estat el primer wireless park de la ciutat de Nova York, permetent l'accés lliure a Internet per Wi-Fi. A començament de l'abril de 2006 hi va tindre lloc la reobertura dels banys públics del Bryant Park (edifici classificat de més de 95 anys).

## Esdeveniments
- Al mes de juny: El Bryant Park Film Festival.
- La segona setmana de setembre: The Fashion Week (presentació de les col·leccions de moda).
- Final d'octubre: una part del Bryant Park esdevé una pista de patinatge.
- A Nadal: lloc del mercat de Nadal més bonic de New York.